# Video CD
Video Compact Disc (VCD) — формат запису цифрового потоку аудіо-відео на компакт-диск. Цей формат є попередником DVD. Стандарт VCD 1.1 було впроваджено 1993 року концернами Philips i Sony. У 1995 році було прийнято вдосконалений стандарт VCD 2.0.

## Технічні характеристики

### Відео
- Кодек: MPEG-1
- Роздільність:
  - NTSC: 352x240
  - PAL/SECAM: 352x288
- Формат:
  - NTSC: 107:80 (на 0,3% відрізняється від 4:3)
  - PAL/SECAM: 4:3
- Кількість повних кадрів на секунду:
  - NTSC: 29,97 (30/1,001) lub 23,976 (24/1,001)
  - PAL/SECAM: 25
- Бітрейт: 1 150 кб/с (сталий)

Якість зображення, записаного у стандарті VCD, загалом має відповідати VHS, але артефакти стиснення можуть її погіршити.
Відеоформат VCD сумісний з більшістю стандартів DVD-Video, за винятком відео, що записані із частотою 23,976 кадрів на секунду, оскільки стандарт DVD-Video вимагає, щоб потік відео MPEG-1 мав частоту кадрів рівну 25 або 29,97 кадрів на секунду.

### Аудіо
- Кодек: MPEG-1 Audio Layer II
- Частота дискретизації: 44 100 Гц
- Канали: два моно, або один стерео
- Бітрейт: 224 кб/с (сталий)

Як і у більшості CD стандартів, аудіо VCD несумісне зі стандартом DVD-Video через різницю у частоті дискретизації — VCD використовує 44.1 кГц, тоді як DVD вимагає 48 кГц.

## Новітні альтернативи Video CD
Вдосконаленою версію VCD є стандарт SVCD, що дозволяє записати на стандартному диску CD фільм, скомпресований кодеком MPEG-2 — тим самим, що використовує DVD, але з меншою роздільністю зображення.
Серед модифікацій VCD, слід зазначити XVCD, що дозволяє поліпшити якість за рахунок зменшення тривалості запису. Проте не всі програвачі VCD здатні відтворити дані модифікації.
На сьогодні найефективнішим методом запису фільму на CD-R є використання одного з новітніх кодеків. Наприклад, формат XviD сумісний з MPEG-4 і розрахований на новітні програвачі.